# Gouvernement Vorster
Régime parlementaire
Gouvernement Verwoerd Gouvernement Vorster I
Le gouvernement Vorster désigne les membres des gouvernements sud-africains dirigés par le Premier ministre John Vorster entre le 13 septembre 1966 et le 2 octobre 1978. 

## Contexte
Le premier gouvernement dirigé par John Vorster est celui constitué par son prédécesseur, Hendrik Verwoerd, le 9 avril 1966, qu'il reprend en septembre 1966.
Il reste en fonction jusqu'aux élections générales sud-africaines de 1970, subissant juste plusieurs remaniements et ajustements ministériels en 1966, 1967 et 1968.

### Gouvernement Verwoerd II/Vorster de septembre 1966 au 18 mai 1970
| Ministère                                                             | Nom                                            | Période             |
| --------------------------------------------------------------------- | ---------------------------------------------- | ------------------- |
| Affaires étrangères                                                   | Hilgard Muller                                 | 1966-1970           |
| Défense                                                               | Pieter Willem Botha                            | 1966-1970           |
| Finances                                                              | Theophilus Dönges Nicolaas Johannes Diederichs | 1966-1967 1967-1970 |
| Intérieur                                                             | P. K. Le Roux Lourens Muller                   | 1966-1968 1968-1970 |
| Justice et prisons                                                    | John Vorster Petrus Cornelius Pelser           | 1966 1966-1970      |
| Police                                                                | John Vorster Lourens Muller                    | 1966-1968 1968-1970 |
| Transports                                                            | Ben Schoeman                                   | 1966-1970           |
| Travail                                                               | Marais Viljoen                                 | 1966-1970           |
| Mines                                                                 | Jan Haak Carel de Wet                          | 1966-1967 1967-1970 |
| Sports                                                                | Frank Waring                                   | 1968-1970           |
| Immigration                                                           | Alfred Trollip Connie Mulder                   | 1966-1968 1968-1970 |
| Affaires économiques                                                  | Nicolaas Johannes Diederichs Jan Haak          | 1966-1967 1967-1970 |
| Affaires bantous, éducation et développement                          | Michiel Coenraad Botha                         | 1966-1970           |
| Éducation, arts et sciences (1966-1968) Éducation nationale (ap.1968) | Jan de Klerk Johannes Petrus van der Spuy      | 1966-1969 1969-1970 |
| Travaux publics et développement communautaire                        | W.A. Maree Blaar Coetzee                       | 1966-1968 1968-1970 |
| Terre et affaires foncières                                           | D.C.H. Uys                                     | 1966-1968           |
| Agriculture                                                           | Jacobus Johannes Fouché D.C.H. Uys             | 1966-1968 1968-1970 |
| Eau                                                                   | Jacobus Johannes Fouché D.C.H. Uys             | 1966-1968 1968      |
| Forêts Eau et forêts                                                  | Frank Waring Fanie Botha                       | 1966-1968 1968-1970 |
| Postes et télégraphes et télécommunications                           | Albert Hertzog Matthys van Rensburg            | 1966-1968 1968-1970 |
| Santé                                                                 | Albert Hertzog Carel de Wet                    | 1966-1968 1968-1970 |
| Affaires sociales et pensions                                         | W.A. Maree Connie Mulder                       | 1966-1968 1968-1970 |
| Information                                                           | Jan de Klerk Connie Mulder                     | 1966-1967 1968-1970 |
| Tourisme                                                              | Frank Waring                                   | 1966-1970           |
| Affaires indiennes                                                    | Alfred Trollip Frank Waring                    | 1966-1968 1968-1970 |
| Affaires métis                                                        | Marais Viljoen                                 | 1966-1970           |

## Gouvernement Vorster I du 18 mai 1970 au 29 avril 1974
Régime parlementaire
Gouvernement Verwoerd/Vorster Gouvernement Vorster II
| Ministère                                                              | Nom                                        | Période                  | Ministre adjoint |
| ---------------------------------------------------------------------- | ------------------------------------------ | ------------------------ | --- |
| Affaires étrangères                                                    | Hilgard Muller                             | 1970-1974                | - |
| Défense                                                                | Pieter Willem Botha                        | 1970-1974                | - |
| Finances                                                               | Nicolaas Johannes Diederichs               | 1970-1974                | Abraham du Plessis (1970-1972) Chris Heunis (1972-1974)                                                                                     |
| Intérieur                                                              | Marais Viljoen Theo Gerdener Connie Mulder | 1970 1970-1972 1972-1974 | Schalk van der Merwe (1970-1972) Jimmy Kruger (1972-1974)                                                                                   |
| Justice et prisons                                                     | Petrus Cornelius Pelser                    | 1970-1974                | - |
| Police                                                                 | Lourens Muller                             | 1970-1974                | Jimmy Kruger (1972-1974) |
| Transports                                                             | Ben Schoeman                               | 1970-1974                | Herman Engelbertus Martins (1968-1972) Johannes Wilhelm Rall (1972-1974)                                                                    |
| Travail                                                                | Marais Viljoen                             | 1970-1974                | - |
| Mines                                                                  | Carel de Wet Piet Koornhof                 | 1970-1972 1972-1974      | - |
| Sports Sports et loisirs                                               | Frank Waring Piet Koornhof                 | 1970-1972 1972-1974      | - |
| Immigration                                                            | Connie Mulder Piet Koornhof                | 1970-1972 1972-1974      | - |
| Affaires économiques                                                   | Lourens Muller                             | 1970-1974                | Abraham du Plessis (1970-1972) Chris Heunis (1972-1974)                                                                                     |
| Affaires bantous, éducation et développement                           | Michiel Coenraad Botha                     | 1970-1974                | Développement bantou : Theo Gerdener (1970) Abraham Raubenheimer(1970-1974) Administration bantoue et éducation : Piet Koornhof (1970-1972) |
| Éducation nationale                                                    | Johannes Petrus van der Spuy               | 1970-1974                | - |
| Travaux publics et développement communautaire                         | Blaar Coetzee Abraham du Plessis           | 1970-1972 1972-1974      | - |
| Agriculture                                                            | D.C.H. Uys Hendrik Schoeman                | 1970-1972 1972-1974      | Hendrik Schoeman (1968-1972) |
| Eau et forêts                                                          | Fanie Botha                                | 1970-1974                | - |
| Postes et télégraphes Postes et télégraphes et télécommunications      | Matthys van Rensburg Marais Viljoen        | 1970 1970-1974           | - |
| Santé                                                                  | Carel de Wet Schalk van der Merwe          | 1970-1972 1972-1974      | - |
| Affaires sociales et pensions                                          | Connie Mulder Johannes Petrus van der Spuy | 1970-1973 1974           | Schalk van der Merwe (1970-1972) Jimmy Kruger (1972-1974)                                                                                   |
| Information                                                            | Connie Mulder                              | 1970-1974                | - |
| Tourisme et affaires indiennes                                         | Frank Waring Owen Horwood                  | 1970-1972 1972-1974      | - |
| Environnement                                                          | Jannie Loots                               | 1973-1974                | - |
| Planification, Affaires Coloured, Affaires de Rehoboth et statistiques | Jannie Loots                               | 1970-1972                | Schalk van der Merwe (affaires coloured et Rehoboth)                                                                                        |
| Planification et statistiques                                          | Jannie Loots                               | 1972-1974                | - |
| Affaires Coloured et Rehoboth                                          | Schalk van der Merwe                       | 1972-1974                | - |

## Gouvernements Vorster II et III (29 avril 1974 au 10 octobre 1978)
Régime parlementaire
Gouvernement Vorster I Gouvernement PW Botha
| Ministère                                                                                  | Nom                                                           | Période                                  |
| ------------------------------------------------------------------------------------------ | ------------------------------------------------------------- | ---------------------------------------- |
| Affaires étrangères                                                                        | Hilgard Muller Pik Botha                                      | 1974-1977 1977-1978                      |
| Défense                                                                                    | Pieter Willem Botha                                           | 1974-1978                                |
| Finances                                                                                   | Nicolaas Johannes Diederichs Owen Horwood                     | 1974-1975 1975-1978                      |
| Intérieur et information Intérieur                                                         | Connie Mulder Alwyn Schlebusch                                | 1974-1978 août-octobre 1978              |
| Justice, police et prisons                                                                 | Jimmy Kruger                                                  | 1974-1978                                |
| Transports                                                                                 | Lourens Muller                                                | 1974-1978                                |
| Travail                                                                                    | Marais Viljoen Fanie Botha                                    | 1974-1976 1976-1978                      |
| Mines                                                                                      | Piet Koornhof Fanie Botha                                     | 1974-1976 1976-1978                      |
| Immigration                                                                                | Piet Koornhof Alwyn Schlebusch                                | 1974-1976 1976-1978                      |
| Sports et Loisirs                                                                          | Piet Koornhof                                                 | 1974-1978                                |
| Affaires économiques                                                                       | Owen Horwood Chris Heunis                                     | 1974-1975 1975-1978                      |
| Affaires bantoues, éducation et développement Relations plurales et développement          | Michiel Coenraad Botha Connie Mulder                          | 1974-1978 janvier-octobre 1978           |
| Éducation (bantoue) et formation                                                           | Willem Cruywagen                                              | janvier-octobre 1978                     |
| Éducation nationale                                                                        | Johannes Petrus van der Spuy Piet Koornhof Willem Cruywagen   | 1974-1976 1976-1978 janvier-octobre 1978 |
| Travaux publics et développement communautaire Travaux publics                             | Abraham du Plessis Alwyn Schlebusch                           | 1974-1975 1976-1978                      |
| Agriculture                                                                                | Hendrik Schoeman                                              | 1974-1978                                |
| Eau et forêts                                                                              | Fanie Botha Abraham Raubenheimer                              | 1974-1976 1976-1978                      |
| Affaires sociales et pensions Protection sociale et Retraites                              | Johannes Petrus van der Spuy Frederik de Klerk                | 1974-1978 janvier-octobre 1978           |
| Postes et télégraphes et télécommunications                                                | Marais Viljoen Johannes Petrus van der Spuy Frederik de Klerk | 1974-1976 1976-1978 janvier-octobre 1978 |
| Santé                                                                                      | Schalk van der Merwe                                          | 1974-1978                                |
| Environnement, de la planification et des statistiques                                     | Jannie Loots Schalk van der Merwe                             | 1974-1975 1976-1978                      |
| Tourisme et Affaires indiennes Affaires indiennes, développement communautaire et tourisme | Chris Heunis Marais Steyn                                     | 1974-1975 1975-1978                      |
| Affaires Coloured, Rehoboth et relations Nama Affaires Coloured                            | Schalk van der Merwe Hennie Smit                              | 1974-1976 1976-1978                      |

Tous ces ministres sont membres du cabinet et sont secondés par des secrétaires d'état qui ont le titre de vice-ministre (ou ministre-adjoint).